# Buchta Primorskaja
Buchta Primorskaja (ros. бухта Приморская; niem. Fischhausener Wiek) – największa zatoka Zalewu Wiślanego (blisko 60 km²) stanowiąca najdalej na północ wysunięty akwen zalewu otoczony z dwu stron (od wschodu i północy) brzegami Półwyspu Sambijskiego, a od zachodu częścią Mierzei Wiślanej. Jest oddzielona od reszty zalewu Kanałem Królewieckim i jego wyspami nasypowymi (refulacyjnymi). Linia brzegowa regularna, brzegi niskie, wschodnie zalesione i częściowo bagniste, zachodnie piaszczyste. Największe miasto położone nad zatoką, poza Bałtyjskiem, Primorsk. Tworzy płytki (2-3 m, maksymalnie 4 m w południowej części), owalny akwen o rozciągłości południkowej 9,5 km i równoleżnikowej 9,3 km. W latach 1311–1395 zatoka była bezpośrednio połączona z Zatoką Gdańską cieśniną położoną około 7 km na północ od obecnej Cieśniny Piławskiej (głębia Lochstedt, Lochstädter Tief).